# Барон Говард из Глоссопа

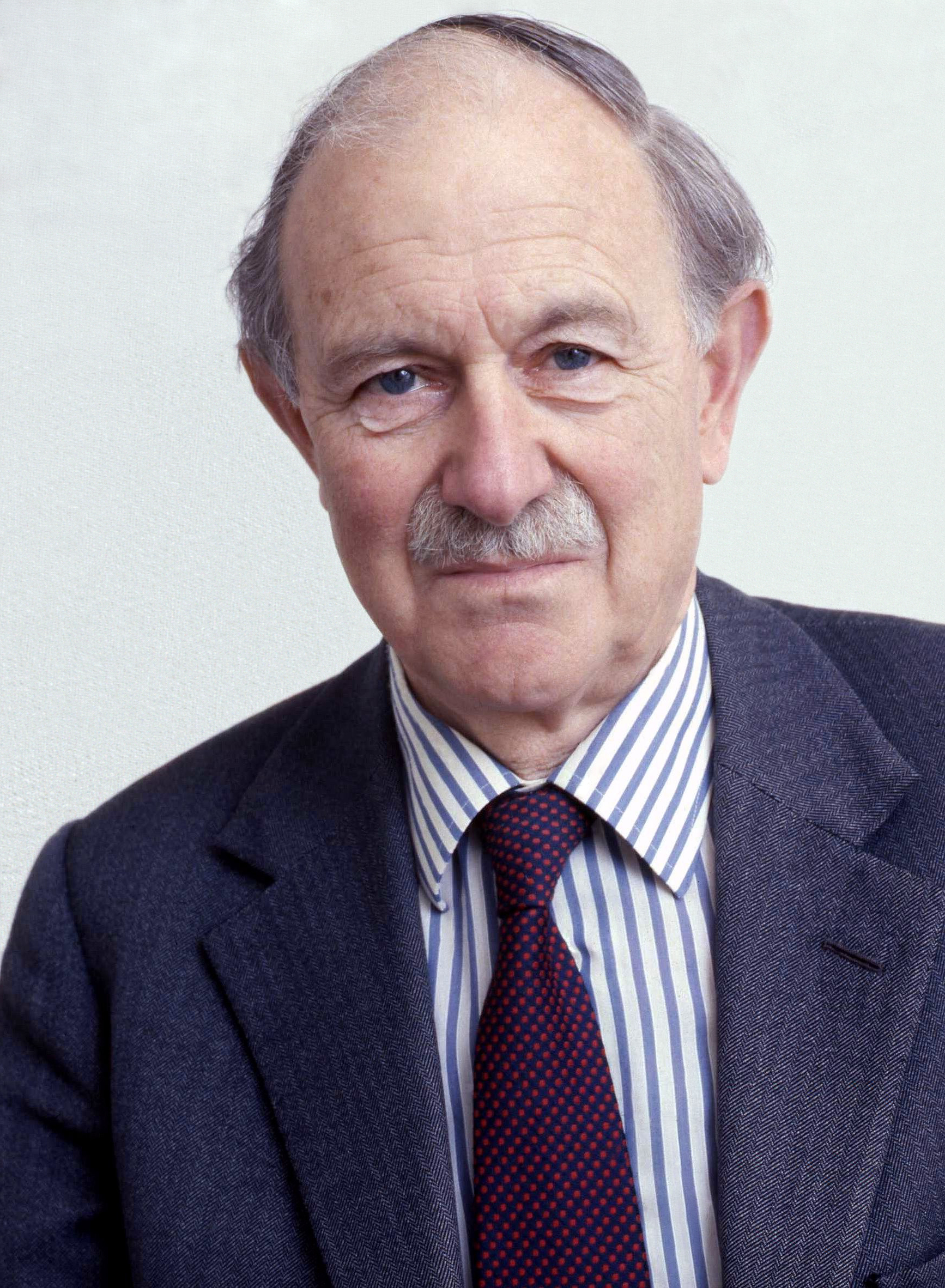
Майлз Стэплтон Фицалан-Говард, 4-й барон Говард из Глоссопа

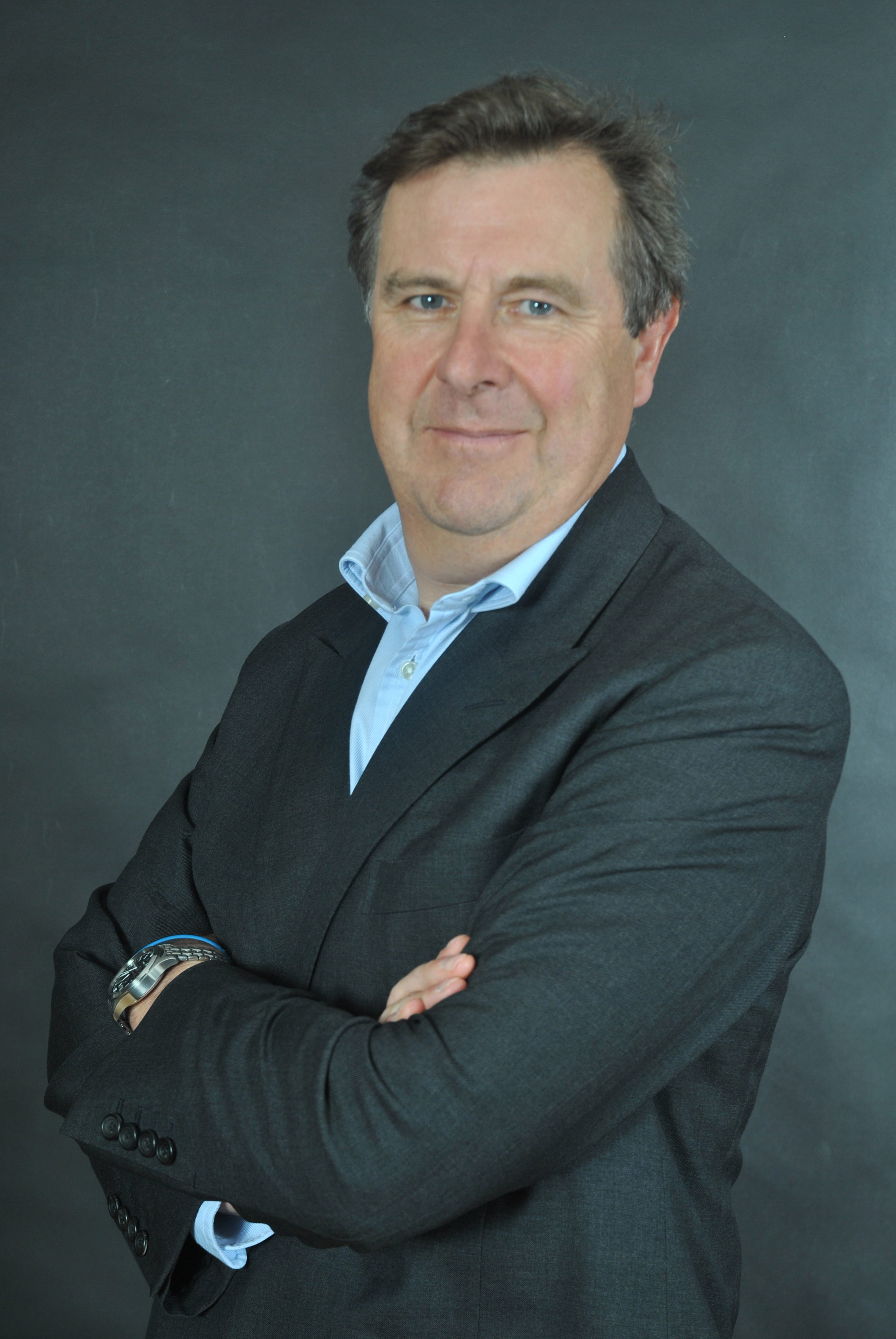
Эдвард Фицалан-Ховард, 18-й герцог Норфолк

Барон Говард из Глоссопа (англ. Baron Howard of Glossop) в графстве Дербишир — наследственный титул в системе Пэрства Соединенного Королевства, начиная с 1975 года — дочерний титул герцогов Норфолк. Был создан 9 декабря 1869 года для либерального политика, лорда Эдварда Фицалана-Говарда (1818—1883), второго сына Генри Фицалана-Ховарда, 13-го герцога Норфолка. Эдвард Гордон заседал в Палате общин Великобритании от Хоршэма (1848—1852) и Арундела (1852—1868), а также занимал должность вице-камергера двора (1846—1852). Его внук, Бернард Фицалан-Говард, 3-й барон Говард Глоссопский (1885—1972), который стал преемником своего отца в 1924 году, женился на Моне Стэплтон, 11-й баронессе Бомон (1894—1971). Их старший сын, Майлз Стэплтон Фицалан-Говард (1915—2002), унаследовал от матери титул барона Бомона в 1971 году, а после смерти своего отца в 1972 году стал 4-м бароном Говардом из Глоссопа. В 1975 году после смерти своего троюродного дяди, Бернарда Фицалана-Говарда, 16-го герцога Норфолка (1908—1975), Майлз Фицалан-Говард стал 17-м герцогом Норфолка. Титулы барона Говарда из Глоссопа и барона Бомона являются теперь вспомогательными титулами герцогов Норфолкских.

## Бароны Говард из Глоссопа (1869)
- 1869—1883: Эдвард Фицалан-Ховард, 1-й барон Говард из Глоссопа (20 июня 1818 — 1 декабря 1883), второй сын Генри Фицалана-Ховарда, 13-го герцога Норфолка (1791—1856)[1]
- 1883—1924: Фрэнсис Фицалан-Говард, 2-й барон Говард из Глоссопа (9 мая 1859 — 22 сентября 1924), второй (младший) сын предыдущего[2]
- 1924—1972: Бернард Фицалан-Говард, 3-й барон Говард из Глоссопа (10 мая 1885 — 24 августа 1972), старший сын предыдущего[3]
- 1972—2002: Генерал-майор Майлз Стэплтон Фицалан-Говард, 4-й барон Говард из Глоссопа (21 июля 1915 — 24 июня 2002), старший сын предыдущего, 17-й герцог Норфолк с 1975 года[4]
- 2002 — настоящее время: Эдвард Фицалан-Ховард, 18-й герцог Норфолк (род. 2 декабря 1956 году), старший сын предыдущего[5]
  - Наследник титула: Генри Майлз Фицалан-Говард (род. 3 декабря 1987), лорд Малтрейверс (1987—2002), граф Арундел (с 2002), старший сын 18-го герцога Норфолка[6].